# Alice Ruiz

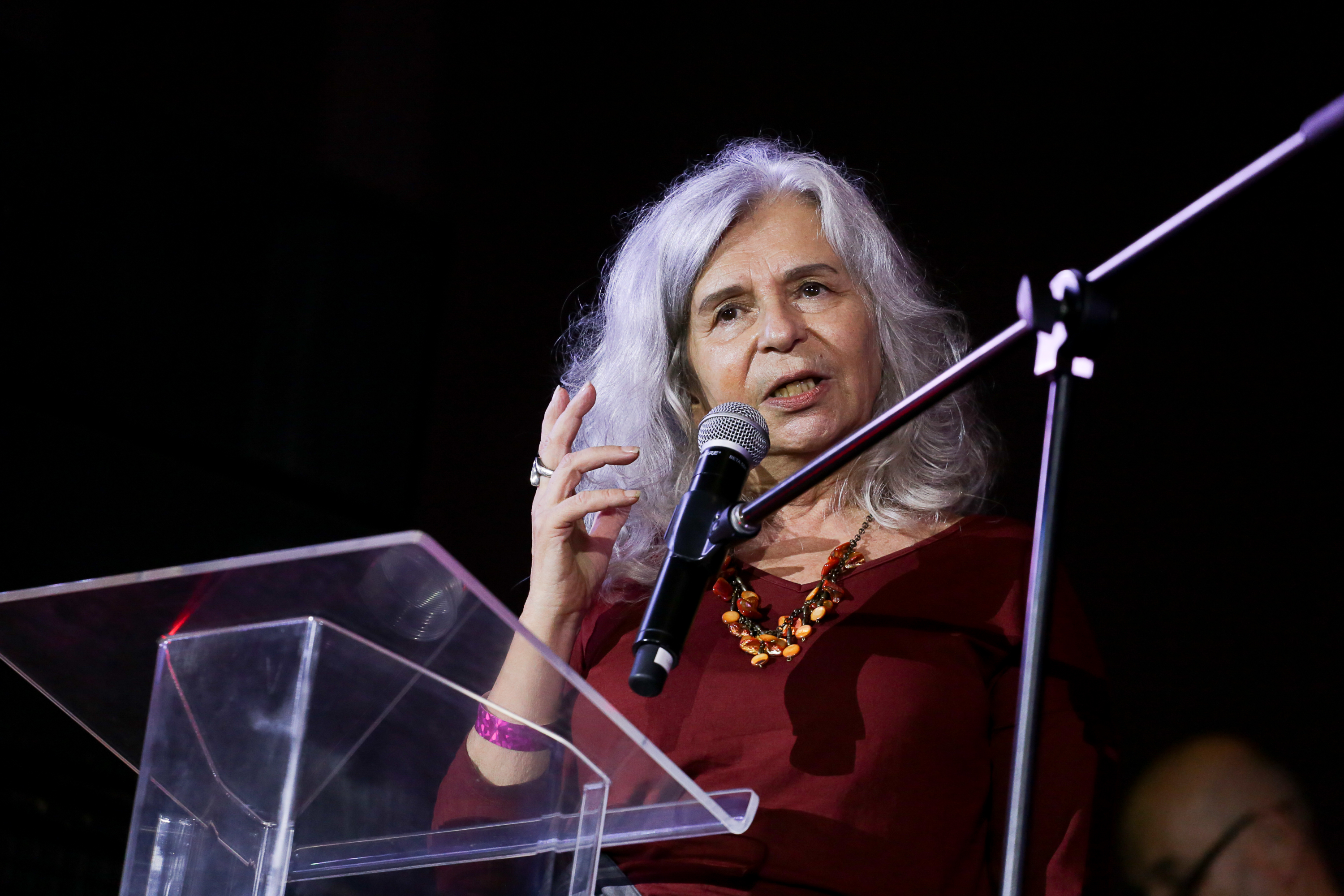
Alice Ruiz

Alice Ruiz (* 22. Januar 1946 in Curitiba, Paraná) ist eine brasilianische Lyrikerin und Übersetzerin.

## Leben
Alice Ruiz begann bereits als Jugendliche zu schreiben und veröffentlichte ab 1962 viele Jahre lang ihre Gedichte in Zeitschriften und Zeitungen. 1966 ging sie nach Rio de Janeiro, kehrte wieder nach Curitiba zurück und heiratete 1968 den Schriftsteller Paulo Leminski. Sie studierte Haiku-Dichtung, ein Interesse, das sie mit ihrem Ehemann teilte, und veröffentlichte vier Übersetzungen mit Texten japanischer Dichter.
Erst mit 34 Jahren gelang ihr, ihr erstes selbständiges Buch Navalhanaliga zu publizieren, insgesamt bereits 25 Werke. 2013 wurde eine gemeinsame Filmbiografie Alice e Paulo veröffentlicht, Regie: Gustavo Tissot.

## Auszeichnungen
- 2009 Prêmio Jabuti de Literatura (Jahresbester Gedichtband) für Dois em Um

## Dichterisches Werk
- Navalhanaliga. 1980
- Paixão Xama Paixão. 1983
- Pelos Pêlos. 1984
- Hai-tropikai (mit Paulo Leminski). 1985
- Rimagens. 1985
- Nuvem Feliz. 1986
- Vice Versos. 1988
- Desorientais. 1996
- Haikais (mit Guilherme Mansur). 1998
- Poesia Pra Tocar no Rádio. 1999
- Yuuka. 2004
- Dois em Um. 2008
- Conversa de Passarinho. 2008
- Três linhas. 2009
- Boa Companhia. 2009
- Nuvem Felix. 2010
- Jardim de Haijin. 2010
- Proesias. 2010
- Dois Haikais. 2011
- Estação dos bichos. 2011
- Luminares. 2012

## Übersetzungen
- Dez Haiku. 1981
- Céu de Outro Lugar. 1985
- Sendas da Sedução. 1987
- Issa. 1988